# Verkeersopvatting
De verkeersopvatting (Duits: Verkehrsanschauung of Verkehrsauffassung) is een onbepaald begrip in het Nederlandse en Duitse vermogensrecht waarmee gedoeld wordt op de (juridisch relevante) in het maatschappelijk verkeer levende opvattingen. Anders gezegd: de verkeersopvatting geeft weer 'hoe er over een bepaalde kwestie in de maatschappij wordt gedacht'.
Verwijzingen naar de verkeersopvattingen treft men in het Nederlandse Burgerlijk Wetboek (BW) onder meer aan in artikel 4 van Boek 3 (bestanddeelvorming), artikel 162 van Boek 6 (toerekening van een onrechtmatige daad) en artikel 228 van Boek 6 (toerekening van dwaling). De wetgever laat de rechter er de ruimte mee om in concrete gevallen te beslissen met inachtneming van wat volgens de maatschappij 'behoort'. In het Duitse Bürgerliches Gesetzbuch (BGB) komt men het begrip niet tegen. Verwijzingen naar de Verkehrsanschauung of Verkehrsauffassung komen in Duitsland wel voor in de literatuur, in de jurisprudentie en in bepaalde uitvoeringsregelgeving.

## Verder lezen
- B.G.P. Rogmans, Verkeersopvattingen (Monografieën BW, deel A20), Deventer: Kluwer 2007.
- P. Memelink, De verkeersopvatting (diss. Leiden), Den Haag: Boom Juridische uitgevers 2009.